# Anolis neblininus
Anolis neblininus este o specie de șopârle din genul Anolis, familia Polychrotidae, descrisă de Myers, Williams și Mcdiarmid 1993. Conform Catalogue of Life specia Anolis neblininus nu are subspecii cunoscute.